# 得する人損する人
『得する人損する人』（とくするひとそんするひと）は、2013年10月10日から2018年9月13日まで日本テレビ系列で木曜日19:00 - 19:56（2016年3月までは『1900』木曜枠）に放送されていた情報バラエティ番組である。略称は『得損』（とくそん）。新聞番組表では『得する人!損する人!』とクレジットされていた。
2013年5月18日13:30 - 14:30には『サタデーバリューフィーバー』でパイロット版が放送された。レギュラー放送前の2013年9月12日19:00 - 20:54には2時間スペシャルが放送された。
放送開始から2017年3月までは『あのニュースで得する人損する人』（あのニュースでとくするひとそんするひと）という番組名で放送されていたが、同年4月から現在の番組名に改題された。
2016年3月10日放送分からネット配信を開始した。

## 概要
番組開始当初は日々のニュースに対し、「結局このニュースは自分にとって得なのか?損なのか?」という一点に着目して解説することが主な内容だったが、2015年以降はそれに代わって「坂上忍の"あのお役立ちテクって得ワザ!?損ワザ!?"」や「家事えもん」などをメイン企画としており、タイトルに反して「ニュース」の要素は消失している。そして2017年の春改編で「ニュース」という単語がタイトルから消滅するに至っている。
2018年10月25日から新番組『THE突破ファイル』を開始するのに伴い、本番組は同年9月13日の放送をもって終了した。

## 出演者
MC
- 後藤輝基（フットボールアワー）
- 羽鳥慎一

主なパネラー
- 柳原可奈子
- 吉村崇（平成ノブシコブシ）
- 水野美紀 - 2018年5月17日放送分より加入。

過去のパネラー
- 坂上忍 - 2018年3月29日をもって番組を卒業。同日放送内で正式発表。これに伴い、坂上の子役スクールの生徒たちも出演しなくなった。

ナレーター
- 窪田等
- 真中了
- 森富美（日本テレビアナウンサー）

## 内容
坂上忍の"あのお役立ちテクって得ワザ!?損ワザ!?"
2015年2月5日放送分から登場。巷には色々な生活に役立つ情報があるが、実際にやってみると効果が無かったり、時間やお金が掛かったりするなどして結果的に損をしてしまう事もあるとして、日本一疑り深く、嘘偽り無く本音で物事を言う坂上が、番組に寄せられたお得情報を実際に試して、その情報が「得ワザ」か「損ワザ」かを判定する。判定するという事で、坂上は赤いジャケットに白いワイシャツとズボンと帽子といった判定員の衣装を着用する。また、子供も一緒に楽しめる情報は、坂上の子役スクールの生徒が出演する。かつて同局で放送されていた『伊東家の食卓』で紹介された裏ワザも、得ワザ損ワザとして取り上げられることもあった。

オードリー春日東大企画
2017年7月27日放送分から登場。番組では家事にまつわる得技を紹介しているが、実は脳に効く得技もストックしている。ただ十分な立証が無いため、それが実際に効くのかを検証する目的で、春日俊彰（オードリー）が得技と進学塾の講師のアドバイスを受けながら、本気で東京大学の試験を受けて合格を目指す企画。
家事えもん
2015年5月28日放送分から登場。掃除能力検定士やジュニア洗濯ソムリエの資格を持ち、自宅には洗剤100種類、スポンジ30種類を所有するほど掃除と洗濯が大好きで、綺麗好きで知られる坂上も認める腕前を持つ松橋周太呂が、笑いよりも汚れを取る家事型万能ロボット「家事えもん」として、家事の事で困っている一般家庭や芸能人の家を訪問し、本家同様「秘密道具」を駆使して掃除や洗濯や修繕のテクニックを紹介する。この際、ナレーションの窪田が大山のぶ代の時のドラえもんの物まねで秘密道具の名称を大袈裟にコールするのが定番である。
家事えもんの妹分を目指すという設定で女性ゲストが登場し、代表的な出演者として川田裕美が「ヒロミちゃん」、ホラン千秋が「ホラミちゃん」、皆藤愛子が「アイミちゃん」として登場する。また、川田が出演した際は、川田が好きなあんこを使って後述される掛け算レシピを紹介するが、試食した家事えもんが酷評するのが定番となっている。
更には後輩を自宅に呼んで料理を振舞うほどの料理好きでもあり、冷蔵庫の余り物と、共通点や接点がない食材を掛け合わせて料理を作る家事えもん発案の「掛け算レシピ」を紹介する。スタジオにも試食が用意され、試食した出演者が絶賛する中、吉村が「レシピ忘れたー!!」と絶叫して落ち込み、羽鳥が「安心してください吉村さん、レシピです」と言ってレシピのフリップを出して後藤が呆れるという流れが定番となっており、稀に吉村の振りでゲストが「レシピ忘れたー!!」と絶叫する事がある。
このコーナーを25分間の単独番組としてブローアップした再編集版が製作されており、地方の系列局で穴埋め番組として不定期放送されている。

サイゲン大介
2016年1月7日放送分から登場で「坂上忍の"あのお役立ちテクって得ワザ!?損ワザ!?"」の中の1コーナー。なだ万の元店長が出したお店で6年間修行をしていた過去があり、自宅のワンルームのマンションにはアイランドキッチンや世界中から集めた100種類以上の調味料を所有し、料理を一度食べただけでその料理の味を完璧に再現出来て、料理好きな坂上も「神の舌」と大絶賛する阿諏訪泰義（うしろシティ）が「サイゲン大介」として、有名飲食店の味を再現する。
ルールは、レシピや作り方は一切知らされず、サイゲンの味覚だけを頼りに大概の一般家庭にある食材や調味料を使って試行錯誤で再現し、再現出来ると慌てて帽子と付け髭を付けてサイゲンになって「この味の秘密、頂戴したぜ!」と決め台詞を言う。また、このコーナーでの坂上は、偏屈な性格の料理刑事「坂上のとっつぁーん」のキャラクターとなる。まず坂上が実際の有名飲食店の料理を試食して味を覚え、次にサイゲンが再現した料理を試食する。更に分析の専門家が「味の科捜研」として味覚を数値で示す機械を使って科学的に数値を出して味の五角形グラフを作り、本家の料理とサイゲンが再現した料理を比べ、最終的に坂上が「得ワザ」か「損ワザ」かを判定する。
2016年1月21日放送分からは、ドッキリ編としてターゲットの芸能人の行きつけの店の料理を前述のルールでサイゲンが再現し、ニセ番組のロケにターゲットの芸能人を呼び、サイゲンが再現した料理を店の料理と称して試食してもらって反応を窺い、最終的に「いつもと同じ味」というキーワードが出ればサイゲンの勝利となる。
2016年6月2日放送分からは、スーパーの特売品の食材を、サイゲンのテクニックで一流の食材や店の味にする方法を紹介。スタジオの試食では、サイゲンの料理と一流の食材や名店の料理を食べ比べ、一流を当てる食感クイズ 芸能人の舌は神舌?バカ舌?が出題され、羽鳥と事前に試食している坂上が司会、後藤とゲストが解答者となるが、2回目からは羽鳥も解答者となる。選択肢は「A」と「B」に分けられ、解答者は食感だけで当てるため目を瞑って試食し、試食後に1人ずつ一流だと思われる料理を選択して、全員の解答後に坂上が正解を発表する。
このコーナーも「家事えもん」と同じように25分間の単独番組としてブローアップした再編集版が製作されており、2017年秋頃から地方の系列局で穴埋め番組として不定期放送されている。

ウル得マン
2016年4月21日放送分から登場。19歳で大手居酒屋チェーン「庄や」で働き始め、程なくして料理の才能が開花。そして、24歳でかつて最大規模であった下北沢店で刺し場を切り盛りする様になった過去があり、家事えもん曰く「ウナギと穴子以外の魚は全て捌ける」との事。そこで培った技術や、殺到する注文を限られた時間でこなす事で鍛えられた手際の良さを武器に持ち、家事えもんも師と仰ぐいけや賢二（犬の心）が「ウル得マン」として、身近にあるテーマのメイン食材を使って制限時間3分ならぬ30分で何品作れるかに挑戦する。
ルールは、まずウル得マンがメイン食材以外の食材チェックを行って料理のメニューを組み立て、その後、番組が用意した食材や調味料・調理道具を使い、調理や肉・魚・野菜等の下ごしらえ・料理の盛り付けを制限時間内に行って料理を完成させる。制限時間が残り3分になると、ウル得マンの胸のカラータイマーが点滅する。但し制限時間内に盛り付けられない、制限時間内でも不完全な料理を出してしまうと1品としてカウントされない（レポータの井戸田潤曰く「その優しさ（ルール違反を認める事）が彼をダメにする」。また、完成と認められなかった料理はスタジオの試食で出される）。最初の2回は通常のキッチンで行われたが、3回目以降は出張という形で、ゲストの居るスタジオ前やロケ現場などにウル得屋台を持ち込んで調理する。その際、電気は通っているので冷蔵庫・電子レンジ・トースターは使えるが、水道とガスは引けないので、水がチョロチョロとしか出ないウォータータンク、温度が上がりにくいIHヒーター2台を使う。この温度が上がりにくいIHヒーターがウル得マンを苦しめたため、5回目のスタジオ試食調理から、すぐ温度が上がる最新式のIHヒーターを番組から用意され、坂上も「始めから用意してあげれば」と苦言を呈した。また河村亮が実況、家事えもんが解説者となって、ウル得マンの料理の実況や解説をする。更に、スタジオでもウル得マンが試食用の料理を作るキッチンに中継を結ぶが、料理に集中したいからと音声が繋がっていない、スタジオに料理が運ばれるもウル得マンはカラータイマーを置いて帰ってしまうなど、本業が芸人とは思えない行動に後藤が呆れるのが定番となっている。

得損ヒーローズ
2016年2月11日放送分から登場。元々は家事えもんの専門分野外の案件や、更なる専門家に教えてもらう場合、家事えもんの友達として登場するキャラクターであった。前述の家事えもんや仲間達、サイゲン大介などのキャラクターがヒーロー戦隊風の「得損ヒーローズ」となり、番組の登場順に番号が振られ、家事えもんや得ワザ損ワザのコーナー内や各キャラクターの単独コーナーとしてテクニックを紹介する。使用BGMの多くは、そのキャラクターを題材とした作品のものが用いられ、また「得損ヒーローズ」全体のBGMとしては、『チャージマン研!』主題歌「チャージマン研!」のインストゥルメンタル（作曲 - 宮内國郎）を使用している。
肉えもんや得川コナン、たい平えもんや昇太えもんといったゲストが出演するなど、1回きりの得損ヒーローも多く、ゲストのブルゾンちえみが番組にまつわるネタを披露した際は「（得損ヒーローズは）実質6人」と揶揄され、おコメのQ太郎が登場した際には、後藤が「今回だけっぽいなー」とコメントした事がある。またコスパー魔美からステナイおばさん、バーベのQ次郎からアルミ・レイ等の様にキャラクターをチェンジして出演する場合もある。
| No.        | ヒーロー名                        | 元ネタ[注 8]                  | 正体                                | 特徴 |
| ---------- | --------------------------------- | ----------------------------- | ----------------------------------- | --- |
| 001        | 家事えもん                        | ドラえもん                    | 松橋周太呂                          | 掃除や洗濯、修繕のテクニックを紹介する万能家事型ロボット。 |
| 002        | リフォーマン                      | パーマン                      | 佐田正樹（バッドボーイズ）          | DIYが得意で、DIYのテクニックを紹介。 |
| 003        | 辻えもん                          | ドラえもん                    | 辻仁成                              | 地方に赴き、地元の料理をヨーロピアン料理に作り変える欧風家事型ロボット。                                                                                             |
| 004        | オネエもんズ                      | ザ・ドラえもんズ              | 広海・深海                          | 収納が得意で、2つのアイテムを掛け合わせた収納アイテムを使ったテクニックを紹介する双子型ロボット。                                                                    |
| 005        | 肉えもん                          | ドラえもん                    | 安本精肉                            | 肉に詳しく、肉に関する情報を教える。 |
| 006        | バタコやん                        | バタコさん （アンパンマン）   | 吉田結衣（THIS IS パン）            | パンに詳しく、家庭で簡単に出来る時短テクニックを紹介。 |
| 007        | サイゲン大介                      | 次元大介 （ルパン三世）       | 阿諏訪泰義（うしろシティ）          | 自身の味覚だけを頼りに、一般家庭にある食材や調味料を使って名店の味を再現。                                                                                           |
| 008        | タマミちゃん                      | ドラミちゃん                  | 友加里                              | 卵に詳しく、新感覚の卵料理を紹介。 |
| 009        | 科学探偵・得川コナン              | 江戸川コナン （名探偵コナン） | 丹佳夫                              | 科学に詳しく、科学の原理を利用した得ワザの紹介・解説をする。 |
| 010        | 漬けみちゃん                      | ドラミちゃん                  | 大湯みほ                            | ぬか漬けに詳しく、ぬか漬けのテクニックを紹介。 |
| 011        | トクレツくん                      | キテレツ （キテレツ大百科）   | ハッポゥくん                        | 昔の遊びをパワーアップさせた手作りおもちゃや、仲間で楽しめる図画工作のテクニックを紹介。                                                                             |
| 012        | バーベのQ次郎                     | オバケのQ太郎                 | たけだバーベキュー                  | バーベキューに詳しく、バーベキューのテクニックを紹介。 |
| 013        | ウル得マン                        | ウルトラマン                  | いけや賢二（犬の心）                | テーマのメイン食材を使って制限時間30分で何品作れるか挑戦。 |
| 014        | たい平えもん                      | ドラえもん                    | 林家たい平                          | アイロンがけの達人で、アイロンがけのテクニックを紹介。 |
| 015        | 昇太えもん                        | ドラえもん                    | 春風亭昇太                          | 缶詰料理の達人で、缶詰を使った料理を紹介。 |
| 016        | 忍者引っ越しくん                  | 忍者ハットリくん              | たかくら引越センター                | 自ら引っ越し会社を経営する引っ越しの達人で、引っ越しのテクニックを紹介。                                                                                             |
| 017        | アルミ・レイ                      | アムロ・レイ                  | たけだバーベキュー                  | バーベのQ次郎のテクニックの中からアルミホイルに特化し、アルミホイルを使った料理を紹介。                                                                              |
| 018        | ちびえもん                        | ドラえもん                    | 一般人の11歳の少年                  | 11歳の少年ならではの料理を紹介。 |
| 019        | 得弁ライダー                      | 仮面ライダー                  | SHINPEI（BREAKERZ）                 | お弁当用の冷凍おかずなど、お弁当作りの達人で、お弁当のおかずの作り方を紹介。                                                                                         |
| 020        | モジャえもん                      | ドラえもん                    | 片桐仁（ラーメンズ）                | 絵が上手く、絵のトレーニング法を紹介。 |
| 021        | ウルトラップマン                  | ウルトラマン                  | 久保田かずのぶ（とろサーモン）      | 番組で紹介したレシピをラップでおさらいする。 |
| 022        | 美メシヒーロー ゴショクレンジャー | 秘密戦隊ゴレンジャー          | 水田信二（和牛）                    | 料理の作り方に加えて「青黄赤白黒（しょうおうしゃくびゃっこく）」の5つの色を使い、主婦が作りがちな「ブサイクメシ」を「美メシ」にする技を紹介。                        |
| 023        | コスパー魔美                      | エスパー魔美                  | 関好江（ボルサリーノ）              | 普段は捨ててしまう食材を使って、コストパフォーマンスの高い料理を紹介。                                                                                               |
| 024        | カスガ                            |                               | 春日俊彰（オードリー）              | 筋トレと節約が大好きで、タダで作れる器具を使ったトレーニング法を紹介。                                                                                               |
| 025        | ステナイおばさん                  | ステラおばさん                | 関好江（ボルサリーノ）              | コスパー魔美からキャラチェンジ。普段は捨ててしまう「ポイ」食材を使って「それっぽい」食材に変身させた料理を紹介。                                                     |
| 026        | コスパー魔美                      | エスパー魔美                  | 小池美由                            | コンセプトは前述の023のコスパー魔美とほぼ同じで、関のキャラチェンジによって空いた枠を小池が引き継ぐ。                                                                |
| 027        | オバえもん                        | ドラえもん                    | 柴田理恵                            | 主婦の知恵で、余りがちな食材を使った料理を紹介。 |
| 028[注 9]  | 得損超合金                        |                               | メイプル超合金                      | 母方の実家がイチゴ農家のカズレーザーは、イチゴにまつわる得ワザを、介護師の資格を持つ安藤なつは、介護にまつわる得ワザを紹介。                                         |
| 029        | カミナリ様                        | カミナリ様                    | カミナリ                            | 実家がメロン農家の石田たくみは、メロンにまつわる得技を、実家が鮮魚店の竹内まなぶは、魚の捌き方の得ワザを紹介。                                                       |
| 030        | おコメのQ太郎                     | オバケのQ太郎                 | 鈴木Q太郎（ハイキングウォーキング） | 実家が米農家で、お米にまつわる得ワザを紹介。 |
| 031        | ウル得マンタロウ                  | ウルトラマンタロウ            | 滝口幸広                            | ウル得マンの弟という設定。制限時間10分（初回は30分）で、余りがちな料理を違う料理にアレンジし、更にその料理を違う料理に次々とアレンジしていく「リレーレシピ」を紹介。 |
| 032[注 10] | 桝えもん                          | ドラえもん                    | 桝太一                              | 親子で楽しめる科学の得ワザを紹介。 |
| 033[注 11] | レンジイン得崎                    |                               | サンシャイン池崎                    | 電子レンジを活用した料理を紹介。 |
| 034        | リメーテル                        | メーテル                      | とよた真帆                          | 不用品を使ったリメイク術を紹介。 |
| 035        | ジャムねえさん                    | ジャムおじさん                | 木南晴夏                            | パンが好きで、パンを使った料理を紹介。 |
| 036        | つくろう                          | 星野鉄郎                      | 佐田正樹（バッドボーイズ）          | リメーテルとコンビを組むため、リフォーマンからキャラチェンジ。不要品を使ったリメイク術を紹介。                                                                       |
| 037        | ぜにまる子ちゃん                  | さくらももこ(まる子)          | 牧野ステテコ                        | 貧乏芸人ならではのアレンジレシピを紹介。 |
| 038        | ゆりやんビモジィバァ              |                               | ゆりやんレトリィバァ                | 書道8段を持っており、字を綺麗に書ける得ワザを紹介。 |
| 039        | 工具使いサリー                    | 夢野サリー                    | 田中道子                            | リメーテルの妹分という設定。簡単なDIY術を紹介。 |
スターシェフ
2017年8月17日放送分登場で、原型は「シェフ 何とかして!」から。得損ヒーローズと対決した事がある一流シェフが、一般主婦にでも出来る料理のテクニックを紹介。次第にこのコーナーがメインとなり、この番組に出演した事があり、食通キャラで通っている渡部建（アンジャッシュ）の楽屋に食材を持って向かい、スタッフが「何とかして」と頼むが、何とか出来ないので、代わりに渡部が一流シェフを紹介して、そのシェフに得ワザを教えてもらうという一連の流れが出来る。

## ネット局など
ネット局
| 放送対象地域   | 放送局                    | 系列                           | 放送曜日・時間              | 備考       |
| -------------- | ------------------------- | ------------------------------ | --------------------------- | ---------- |
| 関東広域圏     | 日本テレビ（NTV）         | 日本テレビ系列                 | 木曜日 19:00 - 19:56        | 制作局     |
| 北海道         | 札幌テレビ（STV）         | 日本テレビ系列                 | 木曜日 19:00 - 19:56        | 同時ネット |
| 青森県         | 青森放送（RAB）           | 日本テレビ系列                 | 木曜日 19:00 - 19:56        | 同時ネット |
| 岩手県         | テレビ岩手（TVI）         | 日本テレビ系列                 | 木曜日 19:00 - 19:56        | 同時ネット |
| 宮城県         | ミヤギテレビ（MMT）       | 日本テレビ系列                 | 木曜日 19:00 - 19:56        | 同時ネット |
| 秋田県         | 秋田放送（ABS）           | 日本テレビ系列                 | 木曜日 19:00 - 19:56        | 同時ネット |
| 山形県         | 山形放送（YBC）           | 日本テレビ系列                 | 木曜日 19:00 - 19:56        | 同時ネット |
| 福島県         | 福島中央テレビ（FCT）     | 日本テレビ系列                 | 木曜日 19:00 - 19:56        | 同時ネット |
| 山梨県         | 山梨放送（YBS）           | 日本テレビ系列                 | 木曜日 19:00 - 19:56        | 同時ネット |
| 長野県         | テレビ信州（TSB）         | 日本テレビ系列                 | 木曜日 19:00 - 19:56        | 同時ネット |
| 新潟県         | テレビ新潟（TeNY）        | 日本テレビ系列                 | 木曜日 19:00 - 19:56        | 同時ネット |
| 静岡県         | 静岡第一テレビ（SDT）     | 日本テレビ系列                 | 木曜日 19:00 - 19:56        | 同時ネット |
| 富山県         | 北日本放送（KNB）         | 日本テレビ系列                 | 木曜日 19:00 - 19:56        | 同時ネット |
| 石川県         | テレビ金沢（KTK）         | 日本テレビ系列                 | 木曜日 19:00 - 19:56        | 同時ネット |
| 福井県         | 福井放送（FBC）           | 日本テレビ系列／テレビ朝日系列 | 木曜日 19:00 - 19:56        | 同時ネット |
| 中京広域圏     | 中京テレビ（CTV）         | 日本テレビ系列                 | 木曜日 19:00 - 19:56        | 同時ネット |
| 近畿広域圏     | 読売テレビ（ytv）         | 日本テレビ系列                 | 木曜日 19:00 - 19:56        | 同時ネット |
| 鳥取県・島根県 | 日本海テレビ（NKT）       | 日本テレビ系列                 | 木曜日 19:00 - 19:56        | 同時ネット |
| 広島県         | 広島テレビ（HTV）         | 日本テレビ系列                 | 木曜日 19:00 - 19:56        | 同時ネット |
| 山口県         | 山口放送（KRY）           | 日本テレビ系列                 | 木曜日 19:00 - 19:56        | 同時ネット |
| 徳島県         | 四国放送（JRT）           | 日本テレビ系列                 | 木曜日 19:00 - 19:56        | 同時ネット |
| 香川県・岡山県 | 西日本放送（RNC）         | 日本テレビ系列                 | 木曜日 19:00 - 19:56        | 同時ネット |
| 愛媛県         | 南海放送（RNB）           | 日本テレビ系列                 | 木曜日 19:00 - 19:56        | 同時ネット |
| 高知県         | 高知放送（RKC）           | 日本テレビ系列                 | 木曜日 19:00 - 19:56        | 同時ネット |
| 福岡県         | 福岡放送（FBS）           | 日本テレビ系列                 | 木曜日 19:00 - 19:56        | 同時ネット |
| 長崎県         | 長崎国際テレビ（NIB）     | 日本テレビ系列                 | 木曜日 19:00 - 19:56        | 同時ネット |
| 熊本県         | くまもと県民テレビ（KKT） | 日本テレビ系列                 | 木曜日 19:00 - 19:56        | 同時ネット |
| 鹿児島県       | 鹿児島読売テレビ（KYT）   | 日本テレビ系列                 | 木曜日 19:00 - 19:56        | 同時ネット |
| 大分県         | テレビ大分（TOS）         | 日本テレビ系列／フジテレビ系列 | 木曜日 14:50 - 15:50        | 遅れネット |
| 沖縄県         | 沖縄テレビ（OTV）         | フジテレビ系列                 | 火曜日 15:50 - 16:50[注 12] | 遅れネット |
- 宮崎県のテレビ宮崎は上述の「家事えもん」「サイゲン大介」のブローアップ版のみを不定期放送。

※2013年9月12日のゴールデンタイムにおける2時間スペシャルは、レギュラー放送の同時ネット局全局同時に放送された。

ネット配信
| 配信元 | 更新日時        | 備考                 |
| ------ | --------------- | -------------------- |
| TVer   | 木曜 19:56 更新 | 最新話限定で無料配信 |
| GYAO!  | 木曜 20:00 更新 | 最新話限定で無料配信 |
| hulu   | 更新時間不明    | 有料会員は全話見放題 |

## スタッフ

### レギュラー版
- 企画・演出：安島隆
- 構成：桝本壮志、安部裕之、矢野了平、安達譲、デーブ八坂、深田憲作、山田雄也
- TM：小椋敏宏
- SW：小林宏義、三井隆裕（週替り）
- CAM：吉田健治、中村哲也、水梨潤、福田伸一郎、西阪康史、早川智晃（週替り）
- MIX：池田正義、亘美千子、三石敏生（週替り）
- VE：佐久間治雄、三山隆浩、佐藤大心、山口考志、石山実、八木一夫、武田健文、海部晃行（週替り）
- 照明：小川勉、粂野高央、加藤恵介、池長正宏（週替り）
- 編集：曽根徹、小澤章二、村田充、高田信志、諏訪友里恵、村井温子（麻布プラザ）（週替り）
- MA：山本宗太（麻布プラザ）
- 音効：小田切暁
- 美術：栗原和也
- デザイン：熊崎真知子、津島美樹
- 技術協力：NiTRO
- 美術協力：日本テレビアート
- モニター：ジャパンテレビ
- リサーチ：野村直子、佐々木辰哉（毎週）、飯田美子、村田恭子（週替り）
- TK：長坂真由美
- デスク：本郷直
- 演出補：東竜也、袖山淳、鵜沼栞、宇佐美志織、山口葉月、吉田恵美、後藤拓也、山田雄(裕)大、雨宮里音、木村望、佐藤啓成、鈴木うらら、野口葉月、森靖典、佐々木麻理菜、成田駿、宮澤茉子、福岡蓮太、清野翔太郎、浦上真依、高森奏、飯山恭生、岩崎ちひろ、齋藤佑香、吉安輝晃、末廣真麻、伊藤優希、前田玲/谷口昌彦、長澤佳苗、佐藤佑香、前田晋平、矢部つばさ、榎本幹人、原島七徳、谷萌子、中陳陽太、岩城裕、高木友美、副田有希子、大上賢治、草本早也香、山崎桃子、篠田泰志、山岡弘和、鶴田彩奈恵、森下絢香、石川由佳、諸山朗、齋藤浩知、白澤好、新井彩奈恵、布谷慎平、後藤拓也、張詩美、久留米沙恵、小澤昌史、大野恭介、田島明日香、塚原祐樹、木村志穂、佐藤周太朗、岡本侑大（週替り）
- 進行：増田沙織
- 進行/AP：山脇瞳（以前は進行のみ）
- AP：京田みどり、山岡恭典、草場千恵、張瑋容、渡辺紘子、岩名美月（以前は演出補）、伊達和輝/久保田聡、島ノ江衣未（島ノ江→以前はディレクター）、安達流海子（週替り）
- ディレクター：安池薫、小山貴広、武石一也、尾越功、佐伯直哉、奥川祐輝、小川大輔、小倉寛太、小岩井佑樹、梶山飛博、熊川隆太、金田勇樹、田中雄大、東海林明、神田真一、春田正義、馬場一路、福岡隆幸、篠原輝成、間篠高行、杉江達也、吉脇丈志、大矢啓太、高橋雅樹、丸山太嘉志、藤原将人、山本紗智子、牛窪真二、佐藤謙治、小谷信公、山崎智史、増井政憲、大室博一、永井雄一、西岡伊吹、小林哲平、田中英之（西岡・小林・田中→以前は演出補）（週替り）
- 演出：井上圭、吉田雅司、遠山広、渡辺春佳、川島啓史（週替り）
- プロデューサー：滝澤真一郎、安彦真利江、城野麻衣子、三浦佳憲、森田真由美（以前はAP）、佐藤理恵、岡本計、井上裕次、永瀬琢也、城下直子（以前は進行）
- 統轄プロデューサー：島田総一郎（2018年6月7日-）
- チーフプロデューサー：道坂忠久（2018年6月7日-）
- 制作協力：AX-ON、THE WORKS、ZION、てっぱん、トップシーン
- 製作著作：日本テレビ

#### 過去のスタッフ
- TM：木村博靖
- 編集：加納敏行、宮島洋介、針谷大吾、小宮純一（麻布プラザ）
- MA：伊藤敬一（麻布プラザ）
- 美術：高野泰人
- 編成：鈴木淳一、森俊憲
- 宣伝：永井晶子
- 営業：中山大輔、中西紅美
- 進行：相馬令子
- 演出補：三田宗一、飯塚千恵、伴在亮太、高井絵理花、安田真之、渡邉雄基、阿部理江、豊田由佳梨、中陳陽太、杉山桃子、一楽千恵、後藤めぐみ、三田祐、藤戸星妃、尾籠美佳、長澤佳苗、河原一貴、朴宇誠、栗田博、間瀬裕介、中西ひかり、黒葛原ゆいか、船越康之、陳賛明、権田祐輔、新井山実香、布施磨依、竹里有希乃、藤村有希、宮内佑弥、小林祐一、永井純平、市野貴也、澤出季代子、入澤美穂、金誠貴、中川浩輔、森山孔明、長谷川侑里、藤澤太朗、志村慧理子、樋山晶憲、本村紗綾香、黄恵利、柴田クマールアージュン、大西雄生、河村眞紀、山口愛子、平田真悠、谷本茉奈美、河合隆徳、伊藤夏紀、伊東祐美、前田晋平、岩城裕、望月美咲、上野美咲、下村健郎
- AP：茂木葉子、海老沢まどか、光田真菜美、斉藤陽子、牧村正嗣、長谷山純子、岩田裕美、入江若菜、小林圭子、井出まり子、加世田菜穂、阿部理江、中條紗佳（以前は演出補）
- ディレクター：末延靖章、植木一実、福田龍、吉田真紗記、竹田卓将、伊藤祐輔、大保大輔、陣崎行夫、藤岡秀万、廣瀬由紀子、小久保光雄、吉住理、原真人、渡辺学、神野基彦、浅沼雄介、川村元昭、山泉貴弘、西重雄、深坂崇夫、安田太地、徳江雄一、島袋みさと、柳瀬寿明、吉濱明秀、佐藤康弘、名古屋宏明、櫛田建太郎、清水ヒロシ、諸田景子（以前は演出補）
- 演出：上田崇博、田辺昌邦、安藤茂克、栗原憲也、大場剛、永井宏幸（以前はディレクター）、高橋陽介
- プロデューサー：倉田忠明、國谷茉莉、菊地順子、西崎修一、米村まどか、加藤正和・宮木千佳（共に以前はAP）、筒井梨絵、山本玲子（以前はAP）
- 統括プロデューサー：中村博行
- チーフプロデューサー：松崎聡男、安岡喜郎、糸井聖一
- 制作協力：極東電視台

### パイロット版
- 企画・演出：安島隆
- 構成：桝本壮志、安部裕之、矢野了平、安達譲、デーブ八坂、深田憲作
- TM：木村博靖
- SW：三井隆裕
- CAM：津野祐一
- MIX：池田正義
- VE：八木一夫
- 照明：小川勉
- 編集：加納敏行
- MA：山本宗太
- 音効：小田切暁
- 美術：高野泰人
- デザイン：熊崎真知子
- 技術協力：NiTRo
- 美術協力：日本テレビアート
- モニター：ジャパンテレビ
- 編成：鈴木淳一、森俊憲
- 宣伝：永井晶子
- 営業：中山大輔
- TK：長坂真由美
- デスク：本郷直
- リサーチ：野村直子、飯田美子、佐々木辰哉
- 演出補：阿部理江、田中英之、豊田由佳梨、間瀬裕介、入澤美穂、反町礎良、安田真之
- 進行：相馬令子、山脇瞳
- AP：山本玲子、森田真由美、島田典子
- ディレクター：神野基彦、永井宏幸、尾越功、宮原健、奥川祐輝
- 演出：吉田雅司、田辺昌邦
- プロデューサー：滝澤真一郎、國谷茉莉、城野麻衣子、三浦佳憲、筒井梨絵、菊地順子、佐藤理恵、岡本計
- チーフプロデューサー：松崎聡男
- 制作協力：THE WORKS、ZION、AX-ON、極東電視台、てっぱん
- 製作著作：日本テレビ